# Thalamitoides quadridens
Thalamitoides quadridens är en kräftdjursart som beskrevs av Alphonse Milne-Edwards 1869. Thalamitoides quadridens ingår i släktet Thalamitoides och familjen simkrabbor. Inga underarter finns listade i Catalogue of Life.